# Valerio (arquitecto)
Valerio  fue un arquitecto romano de Ostia del que se sabe que construyó un teatro cubierto en Roma donde se hicieron unos juegos organizados por un tal Libón, según explicó Plinio el Viejo. Plinio no indicaba a qué Libón en concreto se refería, pero probablemente se tratase del Lucio Escribonio Libón que fue edil curul en el año 194 a. C. y celebró las Megalesias por primera vez como ludi scenici, junto con su colega Aulo Atilio Serrano.
Otros autores dataron a este Valerio en el siglo I a. C., en el consulado de Cicerón, relacionándolo con Lucio Escribonio Libón, el cónsul del año 34 a. C.